# 旺特罗勒
旺特罗勒（法語：Venterol，法語發音：[vɛ̃tʁɔl]）是法国德龙省的一个市镇，位于该省南部，属于尼永斯区。

## 地理
旺特罗勒（44°23'21"N, 5°5'57"E）面积31.69 平方千米，位于法国奥弗涅-罗讷-阿尔卑斯大区德龙省，该省份为法国东南部内陆省份，北起顺时针与伊泽尔省、上阿尔卑斯省、上普罗旺斯阿尔卑斯省、沃克吕兹省和阿尔代什省接壤。
与旺特罗勒接壤的市镇（或旧市镇、城区）包括：万索布尔、欧布尔、尼永斯、鲁塞莱维涅、圣庞塔莱翁莱维涅、泰西耶尔、瓦尔雷阿斯。

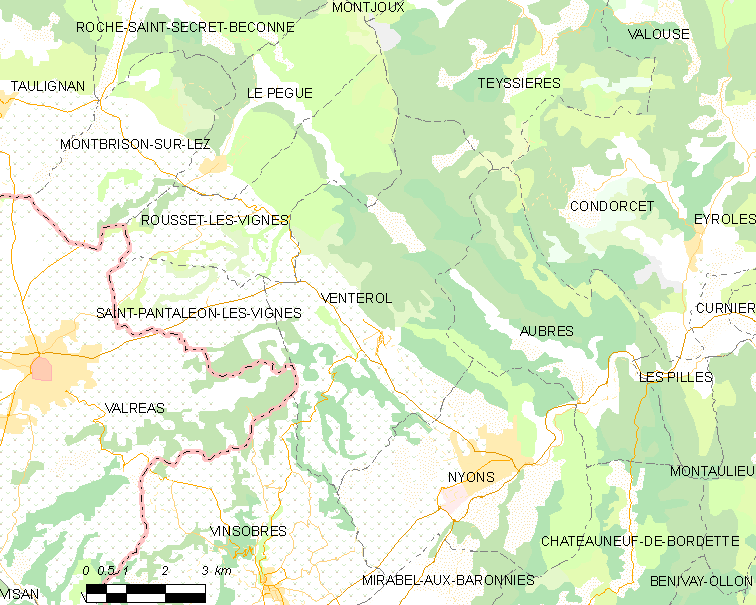
旺特罗勒的OSM定位图

旺特罗勒的时区为UTC+01:00、UTC+02:00（夏令时）。

## 行政
旺特罗勒的邮政编码为26110，INSEE市镇编码为26367。

## 政治
旺特罗勒所属的省级选区为尼永斯-巴罗尼县。

## 人口

1962-2008年间旺特罗勒人口变化图示

旺特罗勒于2022年1月1日时的人口数量为632人。